# Escala de cargol
|  | Per a altres significats, vegeu «L'escala de cargol». |

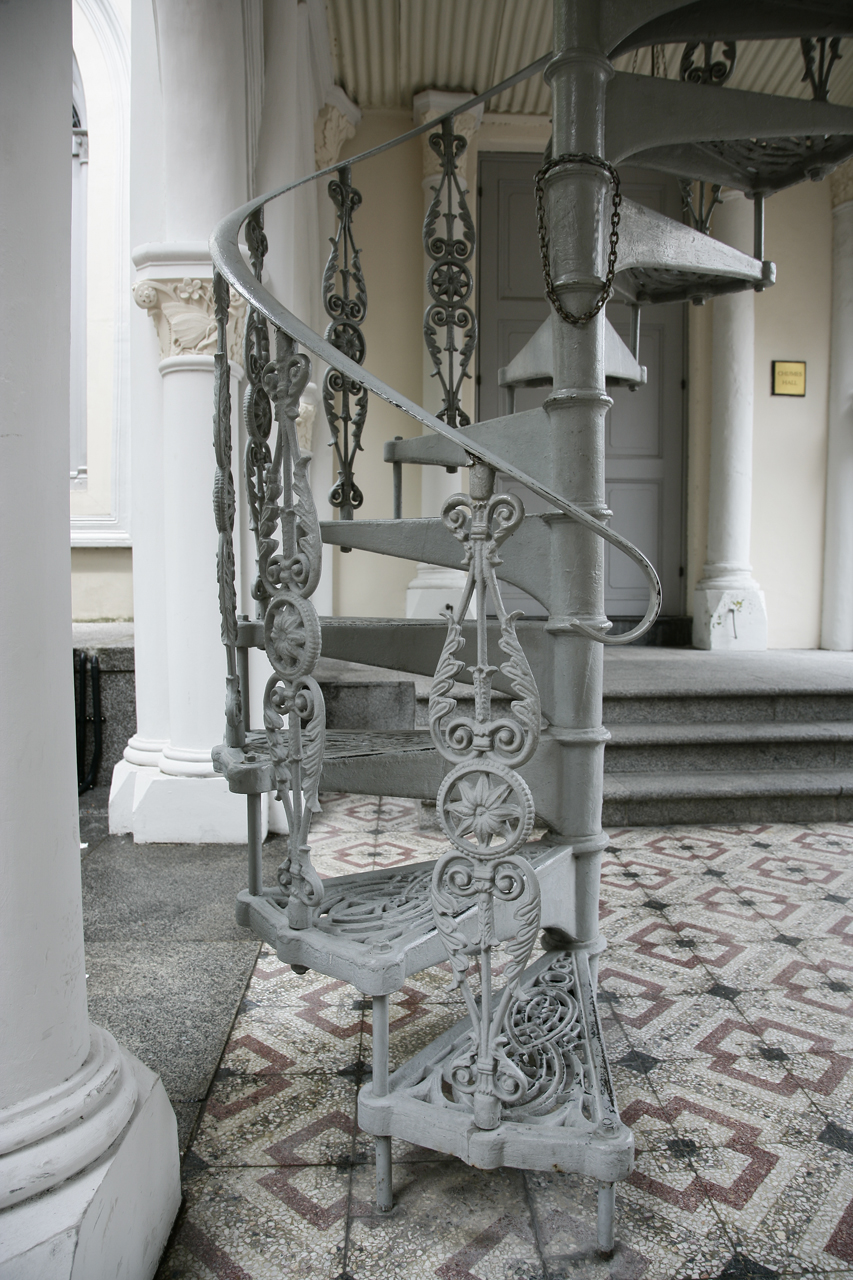
Escala de cargol

Una escala de cargol és una escala que es construeix basant-se en un eix vertical, de vegades un pal vertical que serveix d'eix de l'hèlix que conforma la successió d'esglaons. El disseny d'aquestes escales requereix trobar una solució entre l'alçada entre esglaons, l'altura dels nivells a vincular i els angles d'entrada i sortida a l'escala el que determina la quantitat de graons i l'angle de rotació unitari entre aquests. S'utilitzen en llocs on hi ha poc espai per a una escala convencional.

## Tipus
Es poden distingir els següents tipus d'escales:
- Escala de cargol o de caragol. La que té forma espiral seguida i sense descansos.
- Escala de cargol amb ànima. La que té els seus esglaons encaixats per un extrem en un muntant d'escala espiral que no deixa cap buit.
- Escala de cargol de Sant Gil. La que és de pedra construïda de tal manera que els seus esglaons tenen per punt de partida un "arbre", massís o buit, podent ser els graons independents o no.
- Escala de cargol i d'ull. La que sent circular a la seva planta, forma en el seu centre un buit circular mitjançant un mur que li serveix d'ànima i sobre el qual es formen els esglaons.[4]

## Doble escala de cargol d'un sol eix

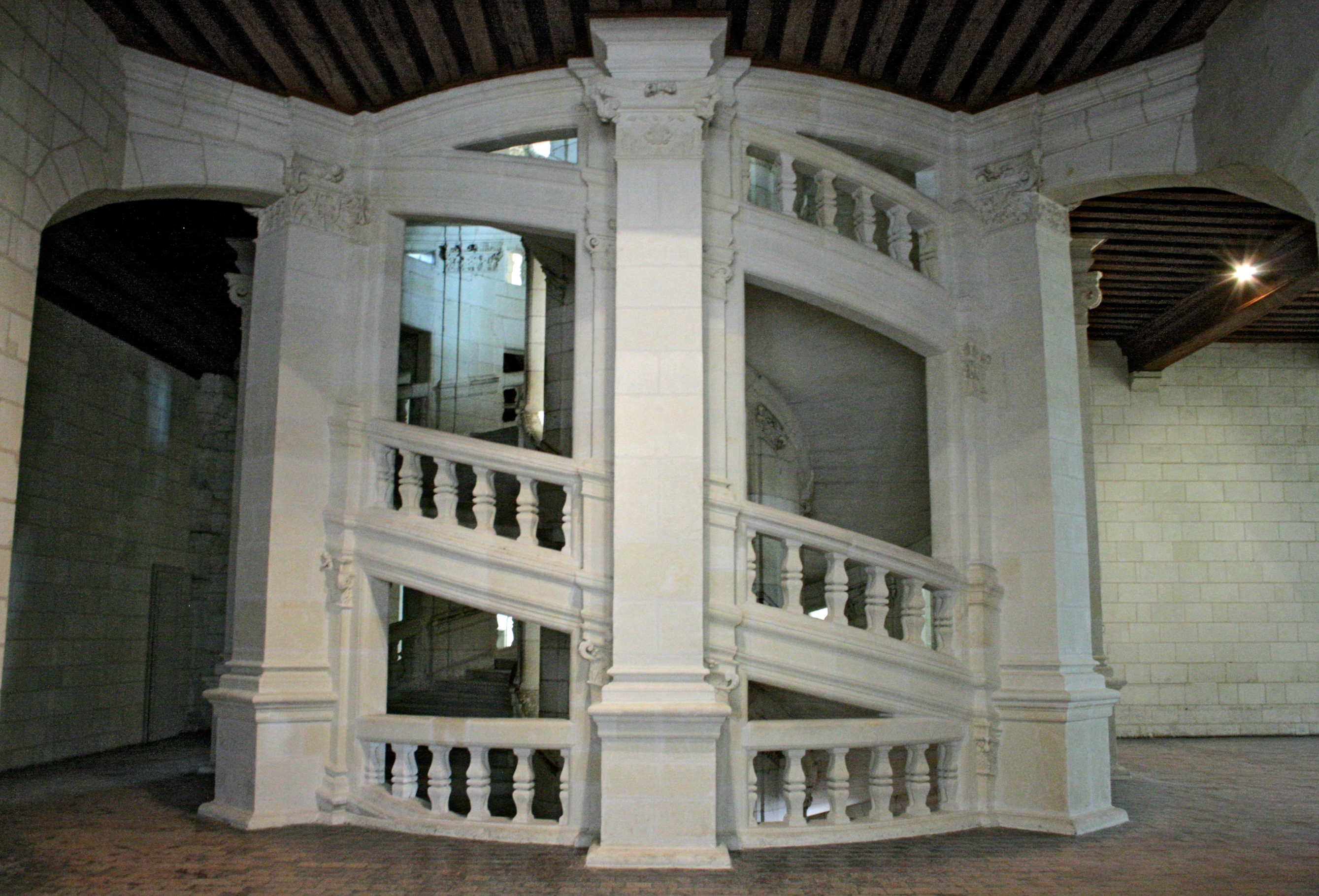
Doble escala de cargol.

Al Castell de Chambord hi ha una escala de cargol molt peculiar, atès que són dues escales sobreposades amb els plans dels esglaons paral·lels. Fa una sensació estranya, ja que sembla una sola escala, però els visitants que estan en un pla no arriben a trobar-se mai amb els de l'altre pla.